# Oxydia distichata
Oxydia distichata là một loài bướm đêm trong họ Geometridae.